# عملیات قنیطره
عملیات قنیطره عملیاتی بود که در روز ۸ بهمن ۱۳۹۳ توسط نیروهای حزب‌الله لبنان علیه اسرائیل در مزارع شبعا صورت گرفت. این عملیات دو هفته پس از تجاوز اسرائیل به خاک سوریه و هدف قرار دان نیروهای حزب‌الله در خاک سوریه توسط اسرائیل انجام شد. برخی منابع گفتند که ارتش اسراییل دستور سانسور تلفات اسرائیل را داده است. تعداد تلفات از سوی منابع ایرانی و عربی تا ۱۷ کشته اعلام شد. اسرائیل دو کشته و ۷ زخمی را تایید کرده است.
اسرائیل پس از حمله به نیروهای حزب‌الله از  انتقام‌گیری حزب‌الله ابراز نگرانی کرده بود.